# Gestreepte tiran
De gestreepte tiran (Myiodynastes maculatus) is een zangvogel uit de familie Tyrannidae (tirannen).

## Verspreiding en leefgebied
Deze soort komt voor van Mexico tot Uruguay en telt zeven ondersoorten:
- M. m. insolens: van zuidoostelijk Mexico tot Honduras.
- M. m. difficilis: van Costa Rica tot noordelijk Colombia en westelijk Venezuela.
- M. m. nobilis: noordoostelijk Colombia.
- M. m. chapmani: van zuidwestelijk Colombia tot westelijk Peru.
- M. m. maculatus: oostelijk Ecuador, noordoostelijk Peru, westelijk en noordelijk amazonisch Brazilië, Suriname en Frans Guyana.
- M. m. tobagensis: noordelijk Venezuela, Guyana en Trinidad en Tobago.
- M. m. solitarius: van centraal Peru en centraal Brazilië tot Bolivia, Paraguay, Argentinië en Uruguay.

## Status
De grootte van de populatie is in 2008 geschat op 5-50 miljoen volwassen vogels. Op de Rode lijst van de IUCN heeft deze soort de status niet bedreigd.